# 土田大
土田大（日语：／ Tsuchida Hiroshi，1972年2月8日—）為日本男性聲優、演員，出生於日本東京都，隸屬於81 Produce，身高180公分，體重66公斤，血型為O型。

## 簡介
- 最初是舞台劇演員，早期曾參與特攝劇集的演出，而比較出名的角色則是忍者戰隊的才藏 / 忍者藍戰士，但自1990年末開始加入配音員行列。

## 作品
*粗體表示者為作品中的主角或要角

### 電視動畫
2000年
- 最遊記（赤益）

2001年
- 少年足球（熊谷五郎）

2002年
- 真·女神轉生 惡魔之子 光之書&闇之書（ゲイル）
- 魔法咪路咪路（土田老師）

2003年
- 魁！！天兵高校（佐田政志）
- 火影忍者（並足雷同）
- 魔法咪路咪路Golden（土田老師）

2004年
- 魔法咪路咪路 Wonderful（土田老師）
- 海賊王（游牧民眾、卡柏帝、吉基吉達）
- 鼻毛真拳（巴納）

2005年
- 麟光之翼（矢藩朗利）
- 魔法咪路咪路 Charming（土田老師）
- 蜂蜜幸運草（山崎一志）
- 索斯機械獸V（レ・イン）

2006年
- 大長今 (動畫)（閔政浩）
- 黑騎士 (動畫)（中隊長）
- 遊戲王GX（大山平）
- 武裝鍊金（金城）

2007年
- 怪物王女（艾連克）
- 銀魂（摩理之介）
- 鬼面騎士（鬼面騎士）
- 藍龍（基利安姆）
- 魔人偵探腦嚙涅羅（栗山）

2008年
- 楚楚可憐超能少女組（十文字）
- 全力兔（艾利托）
- SOUL EATER（妖刀正宗）
- 夏目友人帳（時雨）
- 火影忍者疾風傳（並足雷同）
- 藥師寺涼子怪奇事件簿（花房保）

2009年
- 天國少女（伊扎克·諾威）
- RIDEBACK（ムナカタ）
- 小小車布歷險記 哎呀呀？（鱷魚蓋納）

2010年
- 閃電十一人（英·中田、豪炎寺勝也）
- 戰鬥陀螺 鋼鐵奇兵（廣播）
- 爆漫王。（國語老師）
- 變身！公主偶像（馬可·巴巴隆奇諾）

2011年
- 白兔糖（河地大吉）

2012年
- 宇宙兄弟（達米安·克威勒）
- 交響詩篇AO（財務省役人）
- SKET DANCE（飛島翔）
- 魔奇少年（前代國王）
- 名偵探柯南（恩田遼平）
- 戰鬥飛輪（奧丁）

2013年
- 宇宙戰艦大和號2199（山崎獎）※2012年起于电影院先行上映
- 進擊的巨人（古利夏·葉卡）
- 王者天下2（郭備）
- 寵物小精靈XY（法桐博士）

2014年
- BUDDY COMPLEX（涅斯托爾·維克多洛維奇·多爾傑夫）
- 忍者龜 (2012年電視動畫)（多納泰羅）
- 風雲維新大將軍（坂本龍馬）
- 白銀的意志 ARGEVOLLEN（沙蒙基·右京）
- 天體的方式（古宮修一）

2015年
- 卡片鬥爭!! 先導者G（馬場武、紳士1）
- 在地下城尋求邂逅是否搞錯了什麼（迦尼薩）
- 亞爾斯蘭戰記（特斯）

2016年
- 排球少年！！第二季（赤井澤剛）
- 舞武器·舞亂伎（朝吹玄馬）
- Joker Game（本間英司軍曹）
- 魔奇少年 辛巴達的冒險（哈倫）
- 亞爾斯蘭戰記 風塵亂舞（特斯）

2017年
- 來自「没有荣耀的天才们」的故事（日语：栄光なき天才たち）（日本游泳聯盟·理事D）[1]
- 在地下城尋求邂逅是否搞錯了什麼 外傳 劍姬神聖譚（迦尼薩）
- 時間支配者（ゼド）

2018年
- BASILISK～櫻花忍法帖～（輪迴孫六）
- 妖精森林的小不點（火天）
- DOUBLE DECKER！道格＆基里爾（格瑞）

2019年
- 我們真的學不來！（學園長）
- 名侦探柯南（山县德一）
- 妖怪手錶（旁白）
- 進擊的巨人 Season 3（古利夏·葉卡）
- 在地下城尋求邂逅是否搞錯了什麼II（迦尼薩）

2020年
- 黑色五葉草（ダムナティオ・キーラ）
- 戀愛中的小行星（廣瀨直也）
- 在地下城尋求邂逅是否搞錯了什麼III（迦尼薩）

2021年
- BACK ARROW（葛萊伊）
- 進擊的巨人 The Final Season Part.1（古利夏·葉卡）
- 佐賀偶像是傳奇 捲土重來（西村經紀人）
- Tropical-Rouge！光之美少女（科尼）

2022年
- 白金終局（星雅矢[2]）
- 相愛相殺（承宇）
- 平家物語（俊寬）
- 進擊的巨人 The Final Season Part.2（古利夏·葉卡）
- 異世界藥局（所羅門）
- 在地下城尋求邂逅是否搞錯了什麼IV（迦尼薩）
- 契約之吻（緒方勇）

2023年
- HIGH CARD 至高之牌（拍賣人）
- 甜點轉生（卡塞羅爾·米爾·莫爾特倫[3]）
- 獻祭公主與獸王（旁白）

2024年
- 悲喜漁生（町田[4]）

2025年
- 青春特調蜂蜜檸檬蘇打（阿部老師）
- 紅戰士在異世界成了冒險者（堅岡修二／キズナグリーン[5]）
- 這公司有我喜歡的人（企劃部科長）

### OVA
2000年
- 真蓋特機器人對NEO蓋特機器人（研究員）

2004年
- 飛越巔峰2（軍醫部長）

2007年
- 最遊記RELOAD -burial-（孫考）
- MURDER PRINCESS（阿卡曼）

2008年
- 神槍少女-IL TEATRINO- OVA（阿爾托麥亞）

2009年
- 聖鬥士星矢 THE LOST CANVAS 冥王神話（造形者摩耳甫斯）

2011年
- 最遊記外傳（圓雷）

2016年
- Under the Dog（天方順一）

2019年
- 天體運行式（古宮修一）

2021年
- 在地下城尋求邂逅是否搞錯了什麼III（迦尼薩）

2022年
- 機動戰士GUNDAM 水星的魔女 PROLOGUE（ナディム・サマヤ[6]）

### 劇場版動畫
2010年
- 越戰狂想曲（帕金斯）

2012年
- 神秘之法（浦野）
- 勿忘蛛（硯周）

2013年
- 名偵探柯南：絕海的偵探（味谷勇作）

2014年
- 新劇場版頭文字D INITIAL D THE NEW MOVIE （池谷浩一郎）

### Web動畫
2005年
- 麟光之翼（矢藩朗利）

2008年
- 亡念之扎姆德（若頭）

2016年
- 寶可夢世代（米那君）

### 特攝
- 忍者戰隊隱連者（才藏/Ninja Blue/藍忍者戰士）真人演出
- 忍者戰隊隱連者劇場版（才藏/Ninja Blue/藍忍者戰士）
- 特搜戰隊刑事連者（普利茲）
- 獸拳戰隊激氣連者（臨獸螳螂拳 瑪其利卡）
- 魔法戰隊魔法連者（冥獣人ニンジャ・キリカゲ）
- 侍戰隊真劍者（衾）
- 宇宙戰隊九連者 （副將軍- 德里格）
- 超人力霸王Decker（電腦友機HANE-2 (羽次郎)）

### 吹替
電視/電影
- 太平洋（約翰·巴斯隆）
- 越戰狂想曲（帕金斯士官長）
- 汽車總動員（麥坤）
- 童話鎮（虎克船長=基利安·瓊斯）
- 小偷（英语：The Thief (1997 film)）
- 黑暗騎士：黎明昇起（John Blake）
- 新特警判官
- 墓地邂逅2（英语：Grave Encounters）（Lance Preston）

### 遊戲
- 閃電十一人3 挑戰世界!!（中田英）
- 殺戮地帶2（丹特·加札伍長）
- 王國之心II（創）
- 幻想水滸傳Tierkreis
- Namco 魂之系列
- 脫衣雀2
- 鐵拳系列（馮威、吉光）
- True Crime（凱瑞·康）
- 人中之龍（一輝）
- 人中之龍2（一輝）
- 人中之龍3（一輝）
- 人中之龍4（一輝）
- 人中之龍極（一輝）
- 人中之龍極2（一輝）
- 刺客教條系列（戴斯蒙·邁爾斯）
- 虹彩六號：拉斯維加斯（羅根·基勒）
- 虹彩六號 拉斯維加斯2（羅根·基勒）
- 決勝時刻：魅影（基岡·P·魯斯[7]）

## 來源
1. ↑  . NHKアニメワールド.   [2017年6月10日]. （原始内容存档于2017年8月2日） （日语）.
2. ↑  . Comic Natalie. 2022-01-06  [2022-01-06]. （原始内容存档于2022-01-13） （日语）.
3. ↑  . Comic Natalie. 2023-04-06  [2023-04-06]. （原始内容存档于2023-05-17） （日语）.
4. ↑  . Comic Natalie. 2024-08-20  [2024-08-20]. （原始内容存档于2024-09-30） （日语）.
5. ↑  . Comic Natalie. 2024-12-23  [2024-12-23]. （原始内容存档于2025-01-26） （日语）.
6. ↑  . Comic Natalie. 2022-07-14  [2022-07-14]. （原始内容存档于2022-07-16） （日语）.
7. ↑  . 「決勝時刻：魅影」公式官網.   [2013-12-06]. （原始内容存档于2016-10-11） （日语）.

## 外部連結
- 81 Produce公式官網的聲優簡介 （日語）